# چوبیتس
چوبیتس (به ژاپنی: ちょびっツ Chobittsu، به انگلیسی: Chobits) یک مجموعه مانگا ژاپنی که توسط کلمپ نوشته و مصورسازی شده‌است. این سری به‌وسیلهٔ انتشارات کودانشا از فوریه ۲۰۰۱ تا نوامبر ۲۰۰۲ به تعداد ۸ قسمت در هفته‌نامه یانگ مگزین به نمایش در آمد. بر پایه نسخه مانگا یک مجموعه تلویزیونی انیمه ۲۶ قسمتی نیز توسط استودیو مدهاوس دستمایه اقتباس قرار گرفت که از آوریل تا سپتامبر ۲۰۰۲ در شبکه تی‌بی‌اس پخش شد.

## داستان
در آینده‌ای نه چندان دور، رایانه‌های شخصی به شکل یک زن و مرد جذاب که به آن‌ها «پرسوکوم» (که در ژاپنی به معنی رایانه شخصی یا PC است) می‌گویند، در آمده‌اند. هیدکی موتوسووا یک دانش‌آموز فقیر است که در امتحان ورودی دانشگاه رد شده بود. بدین سبب او مجبور شد به شهر برود، کار بیابد و خود را برای امتحان بعدی دانشگاه آماده سازد. البته او بسیار به داشتن یک پرسوکوم علاقه داشت اما از عهده هزینه خرید آن‌ها بر نمی‌آمد. در یکی از روزها وقتی در حال رد شدن از کوچه بود، درون توده‌ای از زباله یک پرسوکوم پیدا کرد. اما کشف جدید او با بقیه مدل‌هایی که دربارهٔ آن‌ها شنیده بود تفاوت داشت. او هیچ سیستم راه اندازی نداشت و فقط می‌توانست بگوید: چی، «Chii» از این رو نام آن را چی گذاشت. هیدکی هرچه آگاهی بیشتری درباره پرسوکوم خود به‌دست می‌آورد، متوجه شد او از هیچ یک از انواع پرسوکوم‌ها نیست و به احتمال زیاد یکی از مدل‌های اولیه است. او همچنین از شایئهٔ چوبیتز درباره پرسوکوم‌هایی که به جای اجرای برنامه، توانایی تصمیم‌گیری برای خود را دارند باخبر شد.